# Václav Stratil

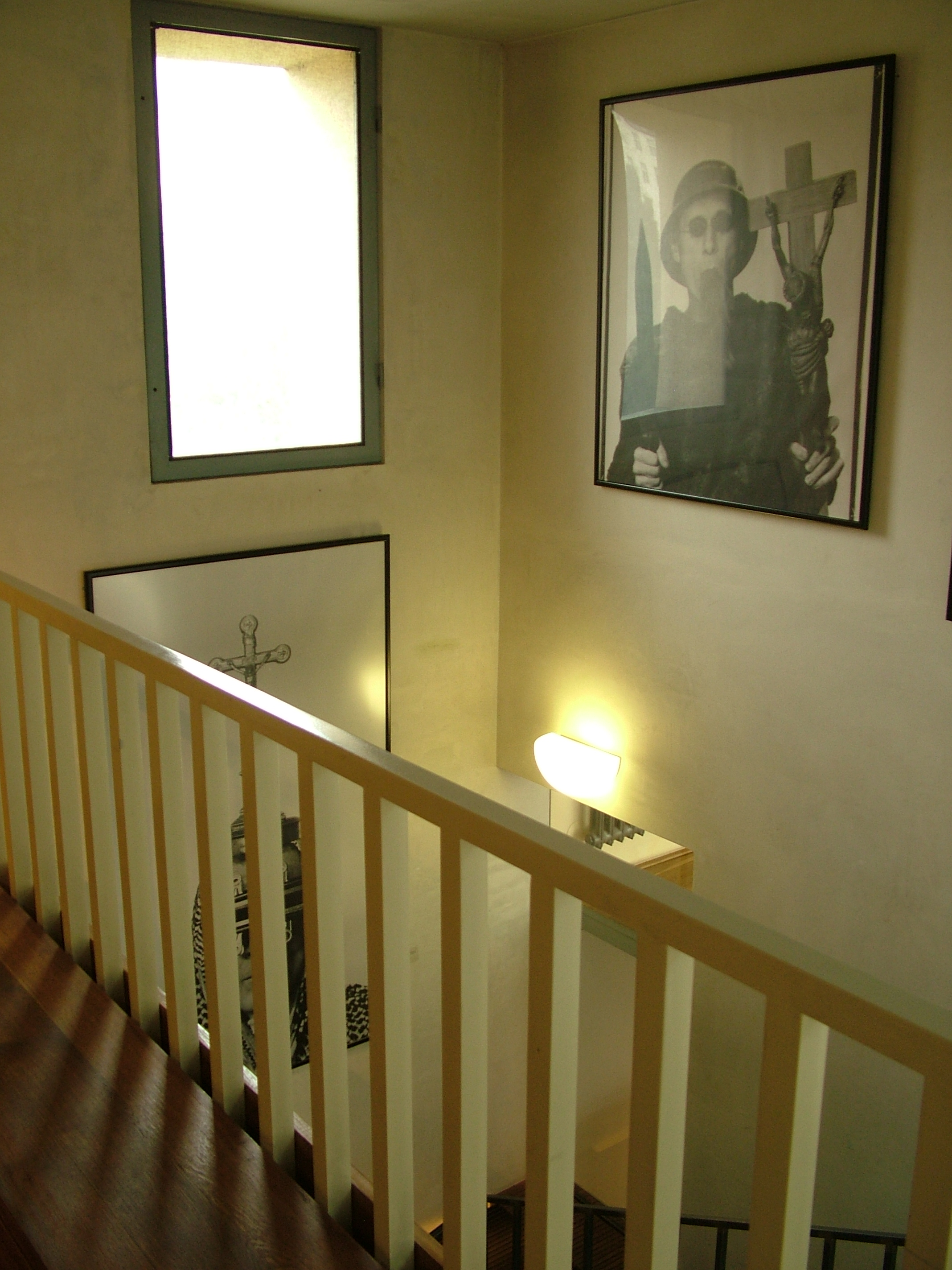
Fotografie ze souboru Řeholní pacient na výstavě v Galerii Langhans, Praha, 2010

Václav Stratil (* 7. října 1950, Olomouc) je současný český malíř, kreslíř, výtvarný fotograf, performer a hudebník.

## Život
Václav Stratil se narodil do rodiny středoškolského učitele jazyků Václava Stratila a učitelky výtvarné výchovy na Lidové škole umění Vladimíry Stratilové. Ta se krátce po válce školila u Jan Zrzavého na Katedře výtvarné výchovy Filozofické fakulty Univerzity Palackého (1947–1949). Vedle vlastní výtvarné tvorby se věnovala psaní duchovní poezie. Z celkem čtyř sourozenců Václava Stratila ml. se výtvarnému umění věnuje rovněž bratr Jan, absolvent Akademie výtvarných umění v Praze, ateliéru vedeného malířem Karlem Součkem.
Po maturitě na Gymnáziu Jana Opletala v Litovli studoval na Katedře výtvarné teorie a výchovy Filosofické fakulty Univerzity Palackého v Olomouci (1970–1975). Formativní vliv zde na něj měla zejména výuka malíře a teoretika Václava Zykmunda. První samostatnou výstavu měl v roce 1975 v Galerii v podloubí v Olomouci. Brzy se však připojil ke zdejším neoficiálním kulturním kruhům. Spolu s přáteli žil několik v bohémské výtvarné a hudební komunitě HU HABA. V roce 1983 se přestěhoval do Prahy. Až do roku 1987 byl civilním zaměstnáním noční hlídač v Anežském klášteře, jedné z budov Národní galerie v Praze. K vystavování se dostal pouze příležitostně v okrajových „kulturních střediscích“, případně na krátkodobých výstavách pro pozvané hosty. Situace se radikálně změnila po roce 1989. O devět let později byl Fakultou výtvarných umění VUT v Brně přijat jako vedoucí Ateliéru kresby, později transformovaného v Ateliér intermédia. Na této pozici setrval do roku 2015. V roce 2010 mu mladí umělci, kritici a teoretici udělili ocenění Umělec má cenu, symbolické uznání generačně staršímu umělci či umělkyni. Je laureátem Ceny Michala Ranného z roku 2014, kterou společně udělují Moravská galerie v Brně a Společnost přátel Moravské galerie.
Z manželství s Jarmilou Stratilovou má syny Aloise a Štefana. Starší Alois absolvoval Fakultu výtvarných umění VUT v Brně. V minulosti se věnoval hlavně kresbě a fotografii, v současné době se profiluje spíše jako performer spolupracující se svou družkou, performerkou Kateřinou Olivovou. Z partnerského vztahu s Terezou Mikešovou pochází Stratilův nejmladší syn Josef.

## Dílo

### Sedmdesátá a osmdesátá léta: biblická figurace, velké černé kresby
Ikonografie Stratilovy rané, expresivní figurativní kreslířské a malířské tvorby vycházela z tradic křesťanského umění. Jako náměty svých obrazů volil zejména novozákonní události (Milosrdný Samaritán, Golgota, Pieta) a nejsilnější inspiraci přitom nacházel v tvorbě francouzského malíře Georgese Rouaulta. V průběhu druhé poloviny sedmdesátých let však jeho tvorba prošla výraznou motivickou a obsahovou redukcí, ústící na sklonku desetiletí v abstrakci s hustými spletěmi lineárních šrafur. Po přestěhování do Prahy pak vznikla většina tzv. „velkých černých kreseb“. Silný vliv na zpřesňování Stratilova uměleckého názoru měly jeho osobní a pracovní kontakty s kreslířkou, grafičkou a objektovou umělkyní Adrienou Šimotovou. Ve velkých šrafovaných kresbách naplno rozvinul techniku hustého zaplnění plochy obrazu liniemi rýsovanými černým inkoustem (s případnými spodními vrstvami či akcenty v jiných barvách). Duchovní téma svých kreseb Stratil zdůrazňoval např. odkazy k na motiv kříže, uplatněním slova stigma (kresba Stigma I, 1986–1988) nebo názvy kreseb jako Theodorik – Ornamenta (I) – Imaginární architektura – Styf (1987), Velké parkety – Parkety velikonoční (1988–1989) či Archa úmluvy (1989). Zároveň těmito náročnými kresbami tematizoval kontemplativní povahu ponoru do kresebného procesu a asketické sebezapření při pokrývání ploch papíru sítí rýsovaných čar.

### Devadesátá léta: Fotoperformance, apropriace, Impresionismus Heute
V letech 1991–1995 vznikl první ze Stratilových fotografických souborů, autoportrétů Řeholní pacient. Stratil v něm po dobu čtyř let proměnlivost lidské identity v závislosti na užitých kostýmech, rekvizitách, gestech a mimice. Na jednotlivých snímcích se objevují náboženské motivy, ironické provokace i výrazy šílenství.  Duchovní téma (u velkých černých kreseb uskutečňovaného v intimním režimu fyzicky náročného procesu rýsování) se v něm poprvé projevuje extrovertně a v plné ambivalenci pohybu po pomezí mezi existenciální výpovědí a exhibicionismem. Ke vzniku fotografií začal využívat služeb komunálních fotografických studií, kde vznikly i pozdější fotografické soubory Nedělám nic, Nic není lepší než Camel se rtěnkou nebo Docent. Protože vždy využíval služeb fotoateliérů, nejednalo se o autoportréty v pravém smyslu. Václav Stratil je proto považuje za tzv. fotoperformance. Ke konci devadesátých let začal upřednosňovat standardní formát průkazových fotografií s jasně stanovenými formálními pravidly portrétního vyobrazení (čelní pohled, neutrální pozadí).
Techniku šrafování Stratil v devadesátých letech uplatnil na dlouhé řadě menších kreseb, z nichž nejrozsáhlejší je série kreseb s nápisem Nuda a drobné kresby zvířátek Zatoulaný pes, které v roce 1994 vystavil v pražské Galerii Rudolfinum. Rok nato na výstavě Hu-Haba v pražské Nové síni prezentoval pouze obrazy namalovanými v Olomouci během sedmdesátých let. Na stejném místě později vystavil sérii černobílých fotokopií obrazů českého modernistického malíře Václava Boštíka (Společná výstava, 1997). Obě výstavní gesta spojovala témata osobní identity a (sebe)apropriace.
Poté, co si ve sféře fotografie ověřil nosnost adjustace a vystavení snímků ve formě fotografického alba, pokračoval v jejich vytváření z převzatých materiálů (např. pornografický reprodukcí) či za pomoci barevných či reflexních lepicích pásek a tapet. Stejné prostředky využíval i v obrazech a kolážích (soubor Impresionismus Heute, 1995–1996). Obrat k těmto zdrojům nadále souvisel s jeho tvůrčí polemikou s problematikou autorství, ale zároveň byl napájen i potřebou reflexe nové vizuality devadesátých let.

### Po roce 2000: Lišky, Mini, Láška
V roce 2003 se vrátil ke klasické malbě. Z množství dosud namalovaných obrazů se jasně vyděluje malířský soubor Lišek (2004–2007), v nichž Stratil opět zhodnotil zkoumání hranic mezi volným uměním a ilustrací, které znal již ze Zatoulaného psa. V oblasti kresby se mu blíží soubor miniaturních kreseb Mini (2006–2010) nebo pozdější série Myslivečci (2018–2019). V obou jmenovaných však do popředí dostávají témata bazální výtvarné zkušenosti z dětství, humoru a nadhledu nad problematikou tzv. „vysokého umění“. Zkušenost ze šrafovaných kreseb Stratil uplatnil v kresebných interpretacích denního tisku Dělám do novin (2008) nebo v převážně rýsovaném souboru Standardní minimalismus (2010–2012). Svou stylově a výrazově extrémně rozmanitou malířskou tvorbu doprovázel množstvím signatur (Miloš, Děda, Bába, End, TGM, THC), užívaných jako množení identit ve stejných intencích jako u fotografií. V polovině desátých let se Stratil zaměřil na lapidární textové kresby a malby, někdy provedené přímo na stěnách výstavních prostorů (Rožhovor, Galerie Měsíc ve dne, 2015). Přibližně ve stejné době nahrál a v malých nákladech vydal dvě kompilace své písničkářské produkce: Všechno bude fajn (2013) a Láška (2016). Výhradně poslechová byla rovněž jeho společná výstava se slovenským hudebníkem Panáčikem v pražské Drdova Gallery (2013) a ostravském PLATO (2015).

## Samostatné výstavy (výběr)
- 1975 Obrazy. Galerie v podloubí, Olomouc
- 1975 Obrazy. Základní škola a byt manželů Agnes a Jindřicha Štreitových, Sovinec
- 1979 Obrazy. Jednodenní ateliérová výstava, Olomouc (s Miroslavem Koupilem)
- 1984 Kresby. Galerie mladých, Brno
- 1984 Kresby. Výstava v ateliéru Margity Titlové, Praha
- 1985 Kresby. Ústav makromolekulární chemie ČSAV, Praha
- 1988 Stratil – Šimotová. Klášter v Hostinném.
- 1989 Beyus v Olomouci. Kulturní středisko Opatov, Praha.
- 1989 Adriena Šimotová – Václav Stratil. Krajská galerie v Hradci Králové
- 1991 Václav Stratil. Galerie Václava Špály, Praha
- 1992 Řeholní pacient. Galerie Zámek, Příbram
- 1993 Úsměv. Galerie Caesar a galerie Půda, Olomouc
- 1994 Zatoulaný pes. Galerie Rudolfinum, Praha
- 1995 Hu Haba. Galerie Nová síň, Praha
- 1997 Společná výstava. Galerie Nová síň, Praha
- 1999 Česká krajina. Galerie Rudolfinum, Praha
- 2000 Velké černé kresby. Galerie výtvarného umění v Ostravě - Dům umění, Ostrava
- 2000 Kresby 1955–2000. Muzeum umění Olomouc
- 2002 Autoportréty. Moravská galerie v Brně, Brno
- 2002 Václav Stratil. Centre national de la photographie, Paříž, Francie
- 2006 Country není smrt. Dům umění města Brna, Dům pánů z Kunštátu, Brno
- 2012 66 prací. Galerie současného umění – Dům umění, České Budějovice
- 2015 Nedělám nic a jiné práce. Moravská galerie v Brně a Futura, Praha [7]
- 2016 Krajiny. Fait Gallery, Brno [8]
- 2019 Srdce v kleštích. Telegraph Gallery, Olomouc [9]
- 2021 Ante porta inferam. Karpuchina Gallery, Praha (spolu s Vladimírem Skreplem) [10]
- 2023 Ležíš na mé posteli. Galerie FaVU, Brno (spolu s Martinem Cábem) [11]
- 2025 Skandál na Hané. Galerie Pekelné sáně, Kroměříž [12]